# هالی ویلبی
هالی ویلبی (انگلیسی: Holly Willoughby؛ زادهٔ ۱۰ فوریهٔ ۱۹۸۱) مجری تلویزیون، و مدل اهل بریتانیا است. وی از سال ۱۹۹۹ میلادی تاکنون مشغول فعالیت بوده‌است.